# 25383 Lindacker
25383 Lindacker è un asteroide della fascia principale. Scoperto nel 1999, presenta un'orbita caratterizzata da un semiasse maggiore pari a 2,4311444 UA e da un'eccentricità di 0,1301825, inclinata di 3,42119° rispetto all'eclittica.